# Козимо II де Медичи
Вижте пояснителната страница за други личности с името Козимо де Медичи.
Козимо II де Медичи (на италиански: Cosimo II de' Medici; * 12 май 1590, Флоренция, Велико херцогство Тоскана; † 28 февруари 1621, пак там) е велик херцог на Тоскана (1609 -1621). През голяма част от 11-годишното си управление делегира управлението на Тоскана предимно на своите министри. Той е особено известен с това, че е бил покровител на Галилео Галилей, негов учител в младостта му.

## Произход
Той е първото дете и син на Фердинандо I де Медичи, велик херцог на Тоскана (* 1549 † 1609), и на съпругата му Кристина Лотарингска (* 1565 † 1636), принцеса от Дом Лотаринги. По бащина линия е внук на Козимо I, велик херцог на Тоскана, и на Елеонора Алварес де Толедо, аристократка от Дом Алба, свързан с кралете на Испания. От страна на майка си е внук на Карл III, херцог на Лотарингия, и на принцеса Клод дьо Валоа. Прабаба му по майчина линия е френската кралица Катерина де Медичи. Има четирима братя и четири сестри:
- Елеонора (* 1591 † 1617), принцеса
- Катерина (* 1593 † 1629), херцогиня на Мантуа и Монферат (1617 – 1626) и управителка на Сиена (1627 – 1629) като съпруга на Фердинандо Гонзага
- Франческо (* 1594 † 1614), княз на Капестрано, барон на Карапеле, господар на Кастел дел Монте, Офена и Буси, военен
- Карло (* 1596 † 1666), кардинал
- Филипо, нар. Филипино (*1598 † 1602)
- Лоренцо (* 1599 † 1648), испански гранд с обръщението „дон“, военен и дипломат
- Мария Магдалена (*1600 – 1633), инвалид
- Клавдия (* 1604 † 1648), херцогиня на Урбино като съпруга на Федерико Убалдо дела Ровере и ерцхерцогиня на Предна Австрия като съпруга на Леополд V.

## Биография

### Ранни години
От ранна възраст Козимо получава модерно и научно образование, целящо да му предостави обширни познания във всички области, като експериментира по-специално с класическа култура, космографията, рисуването, математиката, механиката, танците, както и изучаването на различни езици като немски и кастилски, които той говори свободно. Между 1605 и 1608 г. има като учител Галилео Галилей и това е началото на голямо приятелство, което продължава до преждевременната смърт на Козимо II. През 1606 г. Галилей му посвещава своите „Операции на геометричния и военен компас“ – трактат за използването и полезността на компаса. Козимо също получава подходяща военна и рицарска подготовка под ръководството на Силвио Пиколомини, велик конетабъл от Ордена на Свети Стефан и бивш генерал на артилерията на великия херцог, който го запознава с конната езда и лова. Други негови учители в младостта му са сиенският учен Челсо Читадини и флорентинецът Пиеро ди Джовани Франческо Ручелай. 
Баща му Фердинандо I, винаги търсещ баланс между Франция и Испания, който се е оженил за френска принцеса, избира а булка на младия Козимо сестрата на кралицата на Испания, ерцхерцогиня Мария Мадалена Австрийска, дъщеря на Карл II (ерцхерцог на Австрия) и Мария Анна Баварска. Бракът, отпразнуван с голямо блясък във Флоренция през 1608 г., го прави щастлив и зарадван от раждането на осем деца. Церемонията е последвана от представянето на Аргонавтика директно във водите на река Арно.

### Велик херцог на Тоскана
През 1609 г. баща му Фердинанд I умира и синът му се възкачва на трона на 19 години. Здравето му вече е подкопано от туберкулоза и новият велик херцог, осъзнавайки физическата му слабост и появата на стомашно заболяване, от 1614 г. делегира повечето от държавните дела на министър-председателя Белизарио Винта и на много влиятелни членове на семейството в двора, включително на съпругата му, брат му Франческо, чичо му Джовани (извънбрачен син на Козимо I) и преди всичко майка му.
Заслугата на великия херцог, съзнаващ собственото си лошо здравословно състояние, е да благоприятства раждането на сътрудничество между многобройните му синове, така че най-големият му син Фердинандо II де Медичи да не трябва да се изправя пред тежкото наследство да управлява сам. Освен това Козимо II дава точни разпоредби за последващото регентство (без назначения на чужденци, да не държат в двора изповедници, които не са францисканци, да не докосват съкровищницата на Великото херцогство), поверено на майка му Кристина и на съпругата му Мария Магдалена до пълнолетието на престолонаследника Фердинандо, които обаче не са уважени от двете жени.
Козимо II винаги проявява голям интерес към науката и е приятел и покровител на Галилео Галилей: през 1610 г. пизанският учен е отзован в родината си, където получава катедра в Пизанския университет без задължителни лекции и е назначен за придворен философ и математик. Галилей благодари на Великия херцог, като му посвещава Sidereus Nuncius и нарича четирите спътника на Юпитер, които той открива medicea sidera (звезди на Медичи). През 1616 г., по повод на първия опит на Инквизицията да осъди учения, Козимо II е решен да спаси известния си поданик от римското правосъдие.

#### Външна политика
Външната политика при управлението на Козимо II е непрекъснато маневриране между Испания и Франция в опит да не влизе в конфликт, но с лоши резултати. Всъщност Козимо II е принуден да прави значителни дарения както във войски, така и в пари в полза на испанците и на своя племенник Фердинандо Гонзага (син на един от неговите братовчеди) по време на Войната за Мантуанското наследство: през 1613 г., по време на първото нашествие от Карл Емануил Савойски в Монферат, Козимо II се ангажира да изпрати военна помощ на Гонзага, но тосканските контингенти са блокирани от намесата на семейство Есте и папата, докато преминават през техните земи, пристигайки късно на бойното поле, когато сблъсъците вече са свършили. Впоследствие (1614 – 1618 г.) той дава пари и хора назаем на испанците по време на войните, водени от Миланското херцогство, отново срещу Карл Емануил Савойски, в изпълнение на феодално подчинение, което има към Испания. През 1617 г. той решава да се намеси за втори път заедно с Фердинандо Гонзага по повод второто савойско нахлуване в Монферат.
Също през 1617 г. Козимо II е призован да се намеси в кризата на отношенията, избухнала между Луи XIII от Франция и майка му Мария де Медичи във връзка с убийството на френския съветник от тоскански произход Кончино Кончини. След смъртта на предателя френският суверен поисква конфискацията на имуществото, което семейство Кончини притежава във Флоренция – молба, на която Козимо II не може да откаже, но когато френският крал умишлено решава да плени някои тоскански кораби, акостирали в Прованс, като знак като отмъщение Козимо продължава с конфискацията на провансалските, разположени в Ливорно. С течение на времето конфликтите утихва и въпросът е решен положително за Тоскана.
През 1619 г. Великият херцог получава молба за помощ от императора и успява да наеме полк, за да бъде изпратен в Германия за сметка на тосканската държава, която, макар и да не се оказва решаваща в Тридесетгодишната война, представлява претекст за Козимо II да се стреми към прехвърлянето на враждата на Пиомбино. Още през 1621 г. обаче полкът е разпуснат от императорския двор и с този акт приключват и очакванията на Козимо II.
В опит да преследва антиосманските настроения в християнския идеал за нов кръстоносен поход срещу турците и да отвори нови търговски пътища, той участва с тосканския флот в някои експедиции в Северна Африка, които довеждат до превземането на крепостта Дисто в Негропонте и на тази на Елиман в Карамания. От 1609 г. той се опитва да подкрепи шаха на Персия Абас I Велики, в опита му да подкопае Османската империя, но за пореден път тази операция е неуспешна и поради колебанията на самия Козимо II, който не се чувства готов да води война срещу османците, без първо да е чул мнението на папата и Испания по въпроса, да не говорим за факта, че освобождението на Йерусалим все още изглежда далеч от възможността да бъде постигнато с шепа хора.
Въпреки тези усложнения на международната сцена управлението на Козимо II е мъдро и интелигентно и осигурява период на икономически просперитет и демографски растеж за Тоскана, въпреки няколко години на лоши реколти.

#### Вътрешна политика
Козимо II се посвещава усърдно на развитието на тосканската флота, водена от адмирал Якопо Ингирами, който през онези години се отличава в някои действия срещу османския флот, и на развитието на пристанището на Ливорно, за което той препотвърждава и разширява законите на баща си в полза на развитието на новия град. От друга страна той намалява проектите, твърде грандиозни за водосборния район, по същество ограничен до територията на Великото херцогство. Той купува феодите Скансано и Кастелотиери в Марема, както и феода Терароса в Луниджана, но трябва да се откаже от плановете си за завладяването на Княжество Пьомбино, остров Елба, Пианоза и Монтекристо след смъртта на Якопо VII Апиани през 1603 г. (операциите по възстановяването на териториите, започнати още от неговия баща Фердинандо I). Въпреки намеренията, инвеститурата на феодите преминава към Изабела Апиани през 1611 г. и към нейния съпруг Джорджо Мендоса, граф на Бинаско, който иска да гарантира наследството на семейството си, след като съпругата му умре. Козимо II, разочарован и съкрушен от поведението на императора, който изглежда предпочита да дава инвеститурата на други, а не на него, се отказва от владението над Елба, дори когато суверенът на Свещената Римска империя му я предлага под формата на залог за заем от 500 000 дуката.

#### Неуспешна брачна политика
Що се отнася до неговите стремежи и тези на неговия род, Козимо II винаги е обръщал внимание на една хитра брачна политика, насочена към увеличаване на богатството на неговия род, дори ако тези операции са предимно неуспешни. Козимо може да се похвали с четири сестри на възраст за женене, които представляват идеалната почва за неговите проекти. През 1611 г. той лично ръководи преговорите с Карл Емануил I Савойски с намерението да ожени сина си за една от тосканските принцеси, без обаче да осъзнава, че Савойският херцог има много по-високи политически цели и че ненужно натоварва този съюз с поредица от тежки искания, като закупуването на множество земи и владения в района на Мантуа, за да даде достойна зестра на сестра си, и ходатайства пред Мария де Медичи да предостави град Во на Савойците.
Проектът за брак между принца на Уелс Хенри Стюарт и сестрата на Козимо II Катерина също се оказва неубедителен. Този брак е силно подкрепен от английския министър-председател Робърт Сесил, граф на Солсбъри, през 1611 г., и също така се оказва приемлив за крал Джеймс I, който вижда възможността да се свърже със семейство с дълбоки връзки, вкоренени в Европа, богато и католическо (това всъщност е идеалът на британския суверен – да възстанови католицизма в Англия). Самият Козимо II се съгласява с това на сестра му да бъде позволено свободно да изповядва католическата религия, след като бъде интегрирана в английския двор, но кардинал Белармин и папа Павел V се противопоставят на този процес. Внезапната смърт на Принца на Уелс през 1612 г. се намесва, за да разреши дипломатическия проблем.
През 1616 г. Козимо II се опитва да омъжи сестра си Елеонора за испанския крал Филип III, наскоро овдовял, но той не е склонен да се обвързва отново. Всичко се успокоява със смъртта на Елеонора през 1617 г.
Вместо това Козимо II успява да организира други бракове, които, макар и по-малко знаменити, които са трайни и щастливи: сестра му Катерина се омъжва за Фердинандо Гонзага, херцог на Мантуа през 1617 г., а другата му сестра Клаудия се омъжва за принц Федерико Убалдо дела Ровере през 1621 г., син на Франческо Мария II, херцог на Урбино.

### Смърт
Великият херцог страда от язва на жлъчката, към която впоследствие се прибавя туберкулоза и артрит. Той умира скоропостижно на 28 февруари 1621 г. във Флоренция на 30-годишна възраст. Погребан е в Параклиса на принцовете в базиликата „Сан Лоренцо“ във Флоренция.
През 1857 г., по време на първоначалното проучване на телата на Медичи, тялото му е открито, както следва: „Главата бе увита в три качулки, едната от коприна, другата от восък, третата от кадифе; и все още ръцете бяха затворени в три подобни торбички. Тялото му бе покрито с роба на велик магистър на Ордена на св. Стефан, а отдолу носеше богата дреха от черен плат, елегантно бродирана в коприна от същия цвят, с висящи ръкави, с висока яка, върху която лежеше дантелена яка, и с колан от кожа, закопчан със закопчалка от оксидирано желязо. Бричовете бяха същите като дрехата, с дълги райета, достигащи до средата на бедрото, черни копринени чорапи, платнени обувки“.

## Меценат
Великият херцог винаги е проявявал голям интерес към науката. През есента 1610 г. той назначава своя бивш учител Галилео Галилей за дворцов математик и философ и за първия професор по математика в Пиза, предоставяйки му почетно и добро заплащане и място на съветник и личен представител. Галилей така също води обучението на многочислените му деца. По-късно Козимо II закриля Галилей пред Инквизицията.

## Потомство
Козимо II и Мария Магдалена Австрийска имат пет сина и три дъщери:
- Мария Кристина де Медичи (* 24 август 1609, Флоренция; † 9 август 1632, Флоренция), родена инвалид, неомъжена;
- Фердинандо II де Медичи (* 14 юли 1610, Флоренция; † 23 май 1670, Флоренция), меценат, 5-и Велик херцог на Тоскана от 1621 г., ∞ 1634 за Витория дела Ровере (* 1622, † 1695), принцеса от Херцогство Урбино, дъщеря на Федерико Убалдо дела Ровере и Клавдия де Медичи, от която има трима сина и една дъщеря;
- Джовани Карло де Медичи (* 24 юли 1611, Флоренция; † 22 януари 1663, Флоренция), кардинал от 14 ноември 1644 г.;
- Маргарита де Медичи (* 21 или 31 май 1612, Флоренция; † 6 февруари 1679, Парма), ∞ 1628 за херцог Одоардо I Фарнезе от Парма и Пиаченца (* 1612, † 1646), от когото има пет сина и три дъщери; регентка на Херцогство Парма и Пиаченца (1646 – 1648);
- Матиас де Медичи (* 9 май 1613, Флоренция; † 11 октомври 1667, Сиена), военен, управител на Сиена (1629 – 1636, 1641 – 1643, 1644 – 1667), неженен;
- Франческо де Медичи (* 16 октомври 1614, Флоренция; † 25 юли 1634, Регенсбург), военен, неженен;
- Анна де Медичи (* 21 юли 1616, Флоренция; † 11 септември 1676, Виена), ерцхерцогиня на Предна Австрия чрез ∞ 1646 с ерцхерцог Фердинанд Карл Австрийски-Тирол (* 1628, † 1662);
- Леополдо де Медичи (* 6 ноември 1617, Флоренция; † 10 ноември 1675, Флоренция), кардинал от 12 декември 1667 г., губернатор на Сиена (1636 – 1641 и 1643 – 1644)

- Съпругата и децата на Козимо II
- Мария Магдалена Австрийска,
 съпруга
- Мария Кристина
- Фердинандо II
- Джовани Карло
- Маргарита
- Матиас
- Франческо
- Анна
- Леополдо